# Héctor Valdez Martínez
Héctor Valdez Martínez (Santo Domingo, República Dominicana, 1 de julio del 1989) es un productor de cine y director cinematográfico dominicano. Estudió en la Universidad McGill en Montreal, Quebec. Sus estudios incluyen clases en Dirección de Cine, Producción y Negocios en la Industria del Entretenimiento en UCLA. Es hijo del economista dominicano Héctor Valdez Albizu y la señora Fior D' Aliza Martínez de Valdez. 

## Carrera
En el 2014 dirigió su primer largometraje Al Sur de la Inocencia. La película se proyectó en el Festival Internacional de Cine de Rotérdam Curazao y el Festival de Cine Latinoamericano AFI. 
En 2015, dirigió el documental República del Color, filme que resalta la identidad de la República Dominicana y su evolución en las artes visuales. 
En el 2017, Melocotones gana el premio de “Película del Festival” en el Festival de Cine de Raindance en Reino Unido en su edición número 25. Esta distinción le otorgó la oportunidad de escribir y dirigir el tráiler oficial del festival en el 2018, el cual se promovió por todo Reino Unido.

## Filmografía

### República Del Color (2015), director
El documental busca identificar las influencias en la estética del color de los pintores dominicanos y de los maestros europeos que emigraron en condiciones distintas a República Dominicana. En el mismo, destacadas figuras dan su testimonio entre ellos: Chiqui Vicioso, Marianne de Tolentino, Danilo de los Santos, José Miura, Myrna Guerrera, Fernando Peña Defilló, Orlando Menicucci, Rafi Vásquez, Gustavo Luis Moré, entre otros.
Es una producción de Ingenio Lateral y Right Cut Media.

### Malpaso (2019), director
Producida por Bou Group, este drama fotografiado en blanco y negro cuenta la historia de dos hermanos mellizos, Cándido y Braulio, que luego de quedar huérfanos crecen en el pueblo fronterizo dominicano conocido como «Malpaso» en Jimaní. Braulio es quien asiste a su abuelo en la venta de carbón, mientras su hermano se queda recluido en la casa debido a su albinismo. Cuando su abuelo muere, Braulio cuida de su hermano y ambos intentan sobrevivir a las injusticias del mercado fronterizo, pero todo cambia al ser víctimas de los infortunios de esta miserable zona de la isla caribeña.
Reparto: Luis Bryan Mesa, Ariel Díaz, Vicente Santos, Ettore D´Alessandro, Pepe Sierra, John Nuel Estevez, James Saintil, Marie Michelle Bazile, Brainy Serrano, Peter Jean Baptiste.